# Xipiu pitgrís
El xipiu pitgrís (Poospizopsis hypocondria) és un ocell de la família dels tràupids (Thraupidae).

## Hàbitat i distribució
Habita matolls dels Andes de Bolívia i nord-oest de l'Argentina.